# Nik'a Met'reveli
Nik'a Met'reveli (in georgiano ნიკა მეტრეველი?; Tbilisi, 14 gennaio 1991) è un ex cestista georgiano di formazione italiana.

## Carriera

### Club
Arrivato in Italia all'età di 14 anni tramite il settore giovanile dei Crabs Rimini, Met'reveli viene acquisito nel 2007 dalla MontePaschi Siena con cui ha firmato un contratto della durata di 8 stagioni.
Sempre nel 2007 fu MVP a Parigi del Basketball without Borders, manifestazione organizzata dalla NBA per i nuovi prospetti mondiali.
Nel 2009 debutta in Serie A giocando qualche scampolo di partita con la formazione senese, poi a dicembre dello stesso anno viene mandato a farsi le ossa in terza serie al Basket Ferentino. Nella stagione successiva torna a Rimini, società nella quale era in parte cresciuto, facendo il suo esordio in Legadue senza però mai partire titolare.
Nell'estate del 2011 viene ceduto in prestito alla Dinamo Sassari in Serie A, mentre la stagione successiva passa in Legadue al Nuovo Napoli Basket. L'estromissione della squadra campana dal campionato a pochi giorni dal suo arrivo lo costringe a rientrare alla MontePaschi Siena, con la quale, tuttavia, il 30 novembre rescinde il contratto.
Nel dicembre 2012 viene ufficializzato il suo ingaggio da parte della Fulgor Omegna fino al termine della stagione.

Al termine della stagione torna in patria al Sukhumi. Tuttavia il 3 dicembre torna a giocare in Italia, firma, infatti, un contratto fino al termine della stagione con i Roseto Sharks, squadra di DNA Silver.  Nel 2014 inizia la stagione con l'Azzurro Napoli Basket 2013 e successivamente torna in Georgia al SHSS Ak'ademia di Tbilisi.  Firma nuovamente in Italia all'Orlandina Basket per la stagione 2015-2016. Dopo aver rescisso con l'Orlandina Basket, il 5 gennaio si accasa alla Juvecaserta. Dopo aver giocato solo tre partite a causa di un grave infortunio che lo costringe ad uno stop di 8/10 settimane termina la sua stagione,, nella stagione 2016-2017 viene confermato in bianconero dove resta fino al termine del girone d'andata prima di essere ceduto allo Scafati Basket con cui tramite i playout centra un'insperata salvezza nel campionato di Serie A2, .

### Nazionale
Met'reveli ha fatto parte delle principali nazionali giovanili georgiane. Ha vestito la canotta della nazionale maggiore per la prima volta nel 2009. Ha partecipato alle edizioni del 2013 e del 2015 del campionato europeo.

## Palmarès
- Campionato italiano: 1

Siena: 2008-09
- Campionato georgiano: 1

MIA Academy: 2014-15
- Coppa Italia: 1

Siena: 2009